# 宽药青藤
宽药青藤（学名：Illigera celebica）为莲叶桐科青藤属下的一个种。